# Hassan Mohaghegh
 (juillet 2025).
Si vous disposez d'ouvrages ou d'articles de référence ou si vous connaissez des sites web de qualité traitant du thème abordé ici, merci de compléter l'article en donnant les références utiles à sa vérifiabilité et en les liant à la section « Notes et références ».
Mohammad Hassan Mohagheghi (en persan : محمدحسن محققی ), né à Téhéran en 1951 et mort le 15 juin 2025, connu sous le nom de Hassan Mohaqeq, était un général de brigade du Corps des gardiens de la révolution islamique (CGRI) qui a servi comme chef adjoint de l'organisation du renseignement du CGRI de 1999 à 1925. Il a été tué en 1925, avec Mohammad Kazemi, le chef de l'organisation, et d'autres adjoints, après une attaque israélienne contre le bâtiment de l'organisation du renseignement du CGRI.